# Albert Alden
Cyril Albert Alden, född 6 november 1887 i Bermondsey i London, död 25 juni 1965 i Shipdham, var en brittisk tävlingscyklist.

## Karriär
Vid olympiska sommarspelen 1920 i Antwerpen tog Alden silver i 50 km bancykling samt i lagförföljelse tillsammans med Albert White, Thomas Johnson och William Stewart. Han slutade även på fjärde plats i tandem tillsammans med William Stewart.
Vid olympiska sommarspelen 1924 i Paris tog Alden återigen silver i 50 km bancykling.